# William Fairhurst
William Fairhurst est un joueur d'échecs et un ingénieur écossais né le 21 août 1903 à Alderley Edge en Angleterre et mort le 13 mars 1982 à Howick en Nouvelle-Zélande. Champion de Grande-Bretagne en 1937, il fut onze fois champion d'Écosse entre 1932 et 1962 et reçut le titre de maître international en 1951.

## Palmarès
William Fairhurst s'installa en Écosse en 1931 et représenta l'Écosse lors de six olympiades entre 1933 et 1968. Il jouait à chaque fois au premier échiquier. Son seul succès dans un tournoi international fut à Scarborough en 1927, où il finit deuxième devant Efim Bogoljubov.
En 1970, il s'installa en Nouvelle-Zélande qu'il représenta au premier échiquier pendant l'olympiade de 1974, alors qu'il était âgé de 70 ans.